# مانهاوزن
مانهاوزن (به آلمانی: Mannhausen) یک منطقهٔ مسکونی در آلمان است که در کالفورد واقع شده‌است. مانهاوزن ۲۸۵ نفر جمعیت دارد.